# Admiral der norwegischen Nordküste

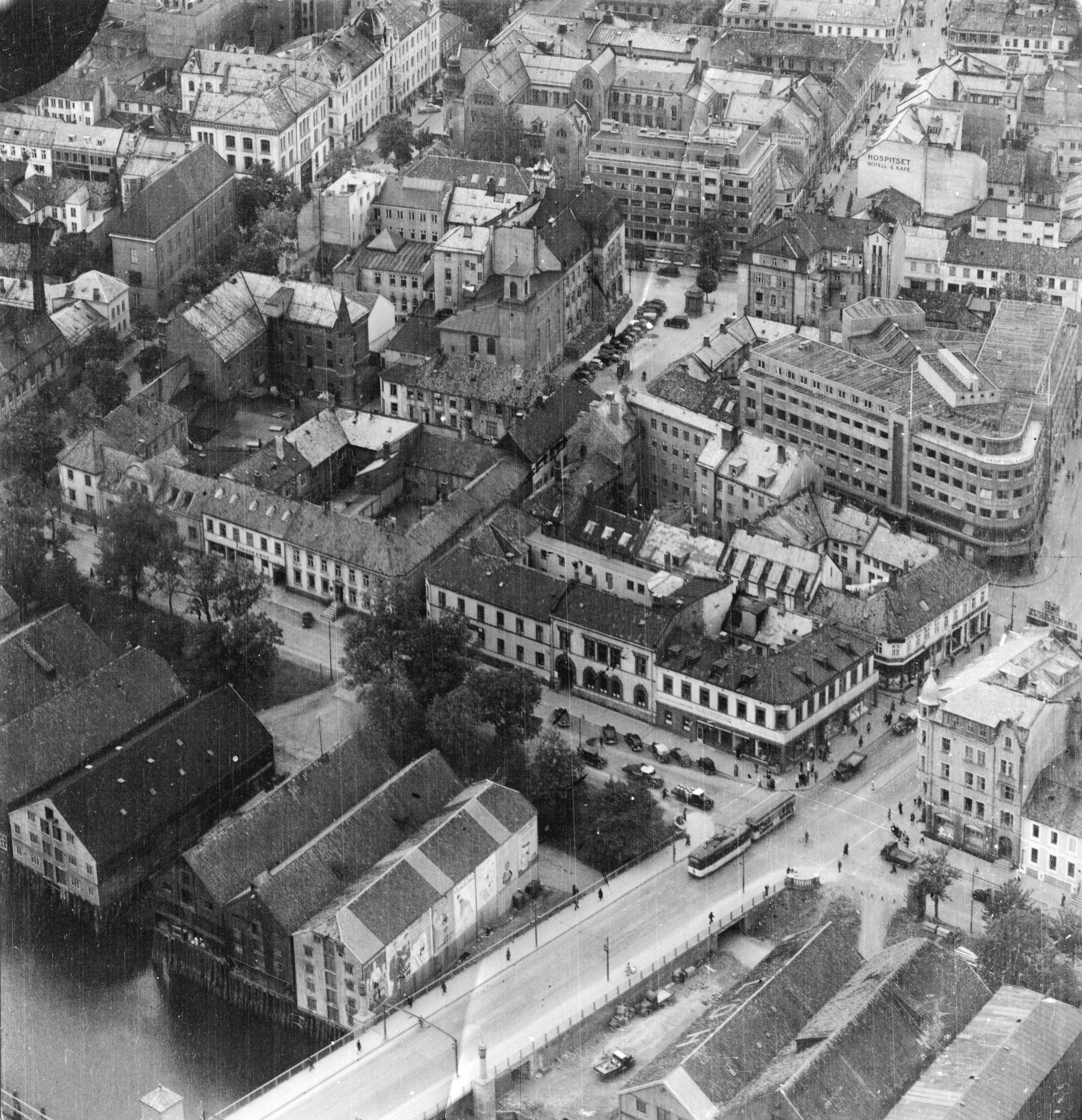
Luftbild mit dem Hauptquartier des Kommandierenden Admirals der norwegischen Nordküste in der Olav Tryggvasons gate 5 in Trondheim (1. Mai 1945)

Admiral der norwegischen Nordküste, ab Februar 1943 Kommandierender Admiral der norwegischen Nordküste, war die Bezeichnung einer militärischen Dienststelle der deutschen Kriegsmarine und ihres Befehlshabers. Sie wurde im Mai 1940 nach der deutschen Besetzung Norwegens im Zweiten Weltkrieg aufgestellt. Das Hauptquartier befand sich in Trondheim. Vorgesetzte Dienststelle war der Kommandierende Admiral Norwegen, der am 1. Februar 1943 umbenannt wurde in Oberbefehlshaber des Marineoberkommandos Norwegen.
Der Aufstellung der Dienststelle ging im April 1940 die Einrichtung eines Hafenkommandanten und Anfang Mai 1940 der Aufstellung des Stabes des Seekommandanten Drontheim vorweg. Aus letzterem wurde am 31. Mai 1940 die Dienststelle Admiral der norwegischen Nordküste gebildet.
Der Befehlsbereich erstreckte sich zunächst vom Vinjefjord bei Kristiansund bis zur finnisch-norwegischen Grenze. Bei einer Reorganisation im August 1940 trat der Admiral norwegische Westküste das Gebiet nördlich von Bodø an die neue Dienststelle Admiral der norwegischen Polarküste ab. Zugleich wurde ihm die Seekommandantur Molde zugeschlagen, so dass sein Bereich im Süden bis zur Halbinsel Stadlandet erweitert wurde.
Der Admiral norwegische Nordküste war zugleich Küstenbefehlshaber und Befehlshaber der in seinem Bereich eingesetzten Sicherungskräfte. Außerdem war ihm die dort stationierte Heeresküstenartillerie taktisch unterstellt.
Nach der deutschen Kapitulation 1945 blieb die Dienststelle noch für einige Monate bestehen, um die deutschen Truppen in die Heimat zurückzuführen. Der Kommandierende Admiral Erich Schulte Mönting wurde im August 1945 in Gefangenschaft genommen.

## Führung

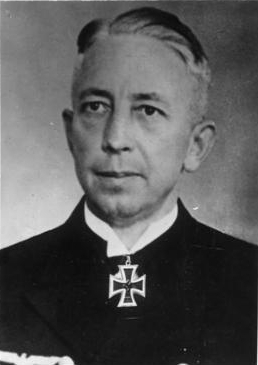
August Thiele (1941)

Als Admiral bzw. ab Februar 1943 Kommandierender Admiral der norwegischen Westküste waren eingesetzt:
- Kapitän zur See/Konteradmiral August Thiele, Mai 1940 – Juni 1941, zuvor Seekommandant Drontheim, später Kommandierender Admiral östliche Ostsee
- Konteradmiral/Vizeadmiral Leopold Siemens, Juni 1941 – November 1944
  - April bis Juni 1942 vertreten durch Konteradmiral Walter Krastel
- Konteradmiral/Vizeadmiral Erich Schulte Mönting November 1944 – August 1945

Als Chef des Stabes waren eingesetzt:
- Korvettenkapitän Hans Rose (später Kommandant der Seeverteidigung Drontheim), Juni 1940
- Kapitän zur See Herbert Stobwasser, Juni 1940 – Januar 1942 mit der Wahrnehmung beauftragt
- Fregattenkapitän Alexander Magnus (ehemaliger Verbandschef Küstensicherungsverband norwegische Nordküste, dann Kommandant der Seeverteidigung Westgriechenland und später Seekommandant Pommern), Januar 1942 – August 1943
- Korvettenkapitän Karl Vaihinger, August – September 1943 in Vertretung
- Kapitän zur See Herbert Bachmann (ehemaliger Kommandant der Seeverteidigung Sandnessjöen), September 1943 – Januar 1945
- Kapitän zur See Karl-Heinz Neubauer, Januar 1945 – Auflösung der Dienststelle

## Gliederung 1944
- 4. Minensuchflottille
- 5. Räumbootsflottille

## Dienststellen
Dem Admiral norwegische Nordküste waren folgende Dienststellen unterstellt:
- Kommandant der Seeverteidigung Narvik (bis August 1940, dann beim Admiral der norwegischen Polarküste)
- Kommandant der Seeverteidigung Polarküste (bis August 1940, dann als Seekommandant Tromsö beim Admiral der norwegischen Polarküste)
- Kommandant der Seeverteidigung Drontheim
- Kommandant der Seeverteidigung Sandnessjöen
- Kommandant der Seeverteidigung Molde (ab August 1940)
- Kriegsmarinewerft Drontheim (ab August 1940; ab September 1943 Kriegsmarinearsenal)
- Marinebaubataillon/Marinefestungspionierbataillon 323

## Küstensicherungsverband
Dem Admiral der norwegischen Nordküste waren folgende Flottillen zur Küstensicherung als Küstensicherungsverband Norwegische Nordküste unterstellt:
- 56. Minensuchflottille
- 57. Vorpostenflottille

Von der Aufstellung bis März 1942 war Fregattenkapitän Alexander Magnus Verbandschef.